# Goupillières (Calvados)
Goupillières ist eine Ortschaft und eine ehemalige französische Gemeinde 
mit zuletzt 178 Einwohnern (Stand 2016) im Département Calvados in der Region Normandie. Sie gehörte zum Arrondissement Caen und zum Kanton Thury-Harcourt.
Mit Wirkung vom 1. Januar 2019 wurden die früheren Gemeinden Trois-Monts und Goupillières zur Commune nouvelle Montillières-sur-Orne zusammengeschlossen. Den ehemaligen Gemeinden wurde in der neuen Gemeinde der Status einer Commune déléguée jedoch nicht zuerkannt. Der Verwaltungssitz befindet sich im Ort Trois-Monts.

## Geografie
Goupillières liegt an der Orne, die das Gebiet im Osten begrenzt, etwa sechs Kilometer nördlich von Thury-Harcourt und 20 Kilometer südsüdwestlich von Caen. Umgeben wird der Ort von Trois-Monts im Norden, Grimbosq im Nordosten, Saint-Laurent-de-Condel im Osten, Les Moutiers-en-Cinglais im Südosten, Ouffières im Süden und Südwesten, La Caine im Westen sowie Préaux-Bocage in nordwestlicher Richtung.

## Bevölkerungsentwicklung
| Jahr                              | 1793 | 1836 | 1876 | 1926 | 1946 | 1968 | 1990 | 2016 |
| Einwohner                         | 207  | 204  | 190  | 102  | 110  | 78   | 115  | 178  |
| Quellen: Cassini, EHESS und INSEE |      |      |      |      |      |      |      |      |

## Sehenswürdigkeiten

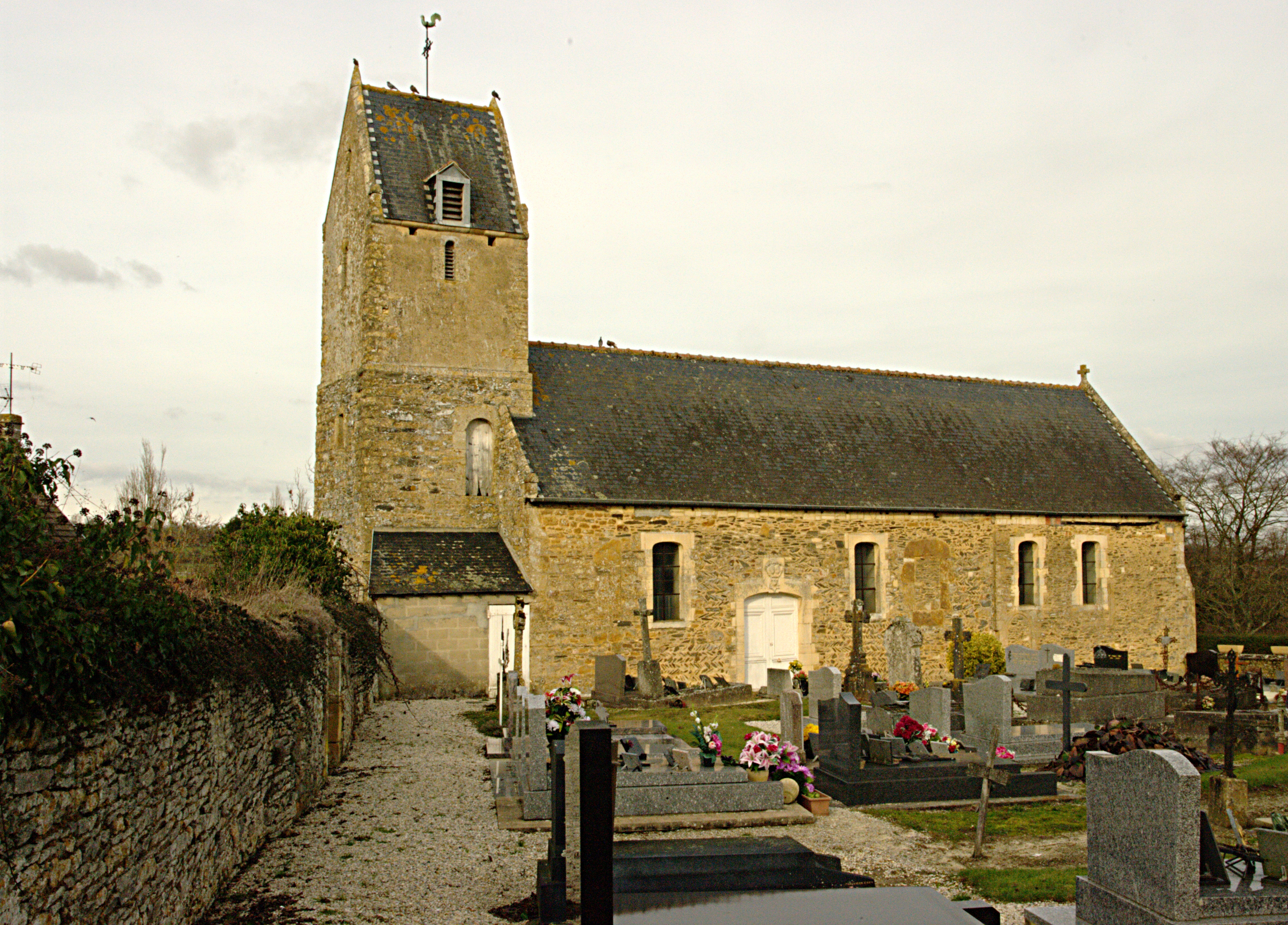
Kirche Saint-Eustache

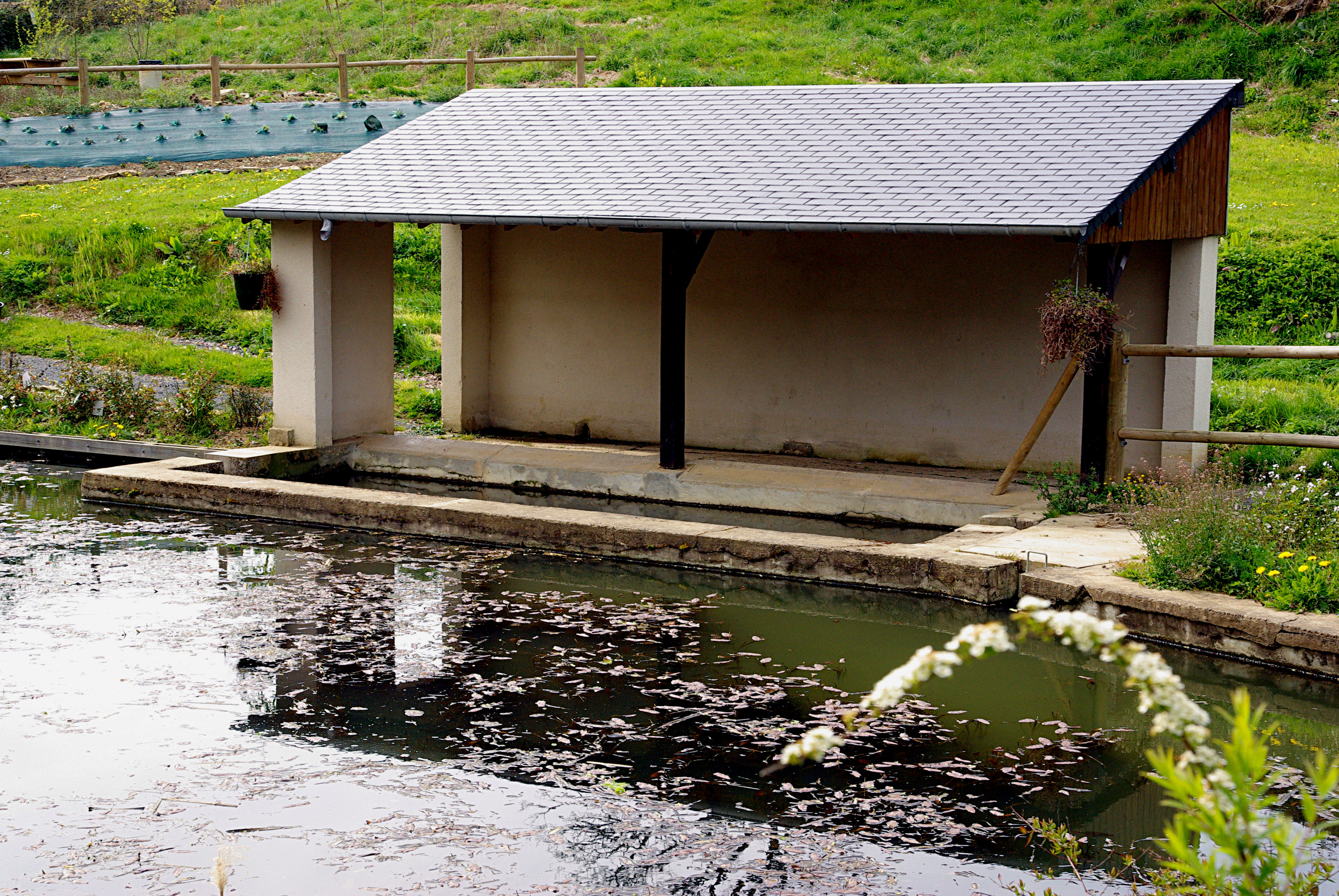
Waschhaus

- Kirche Saint-Eustache aus dem 17. Jahrhundert
- Lavoir (Waschhaus)